# Adoradores de Cthulhu
Adoradores de Cthulhu es una antología de relatos de horror cósmico inspirada en el universo de Howard Phillips Lovecraft, aunque realizada por escritores de terror españoles.
Publicada por Edge Entertainment en mayo de 2017, dos meses después de su predecesora Ritos de Dunwich, la obra está dirigida por el escritor y antólogo Rubén Serrano.
Los relatos se centran en la figura de Cthulhu, el famoso primigenio creado por Lovecraft, ente titánico que duerme en la antiquísima ciudad sumergida de R'lyeh, en el fondo del océano Pacífico.

## Relatos
La obra consta de un prólogo obra de Rubén Serrano y un total de 11 relatos:
- Bajo la pleamar, de Israel Quevedo Puchal
- El extraño caso de Ricoletti y su abominable esposa, de Alejandro Morales Mariaca
- Deriva, de Beatriz T. Sánchez
- La flauta en la oscuridad, de Jorge R. del Río
- L'autel de Couchage, de Dani Guzmán
- Encargo especial, de Vidal Fernández Solano
- On air, de Xuan Folguera
- Viaje al extranjero, de Lorena Delgado Hermoso
- El alzamiento, de Esteban Dilo
- La llamada, de Joan Álvarez
- R'lyeh, el barco en la tempestad, de Luis G. Abbadie
- El sello de Ponapé, de Aitor Solar